# روابط ایران و بوسنی و هرزگوین
روابط ایران و بوسنی و هرزگوین (انگلیسی: Bosnia and Herzegovina–Iran relations) رابطه‌ای تاریخی و دو جانبه میان بوسنی و هرزگوین و ایران است. ایران در سارایوو سفارت دارد و بوسنی نیز دارای سفارت در تهران است.

## تاریخچه
در جریان جنگ بوسنی، ایران یکی از حامیان اصلی بوسنی بود یا حتی، برخی سندها وجود دارد که نشان دهنده درگیری سپاه پاسداران ایران در برابر نیروهای صرب در بوسنی می‌باشد. ایران حتی بوسنی را با سلاح‌های بیشتر تأمین کرده بود.
ایران اولین کشوری بود که در سال ۱۹۹۳ یک مسابقه فوتبال تاریخی با بوسنی برگزار کرد، در این بازی تیم ملی ایران ۱–۳ در خانه خود در تهران باخت. آن بازی با تبریک از جانب رئیس‌جمهور وقت اکبر هاشمی رفسنجانی مورد استقبال قرار گرفت، در نتیجه به عنوان یک خاطره در حافظه بوسنی، به عنوان کشوری که در جهان استقلال آن‌ها را به رسمیت شناخت باقی ماند.

## روابط سیاسی
در اردیبهشت ۱۳۹۳ ادیب بوکوویچ سفیر جدید بوسنی، در دیدار با حسن روحانی رئیس‌جمهور ایران استوارنامه خود را تقدیم کرد، در این دیدار روحانی خواستار توسعه روابط با بوسنی شد.
در ۴ آبان ۱۳۹۵(اکتبر سال ۲۰۱۶) رئیس‌جمهور بوسنی، باقر عزت بگوویچ رهبر حزب اقدام دمکراتیک به تهران سفر کرد و با حسن روحانی رئیس‌جمهور ایران دیدار کرد. در این دیدار، دو کشور تفاهم نامه‌ای برای افزایش دو جانبه سرمایه‌گذاری شرکت‌های کوچک و متوسط امضا کردند. در این سفر عزت بگوویچ با آیت الله خامنه‌ای نیز دیدار کرد، خامنه‌ای در این دیدار به خاطره سفرش به بوسنی در دوران ریاست جمهوری اش و به تجلیل از شخصیت علی عزت بگوویچ رئیس‌جمهور فقید این کشور پرداخت. در این سفر عزت بگویچ با هاشمی رفسنجانی رئیس مجمع تشخص مصلحت ایران نیز دیدار داشت.
عزت بگویچ که در سال ۱۹۸۲ در زمان ریاست جمهوری تیتو در یوگسلاوی سابق هیئتی را برای شرکت در سالگرد انقلاب ایران به ایران فرستاده بود باعث شد که وی دستگیر و به زندان افکنده شود. وی خود نیز در سال ۱۹۹۲ سفری به تهران داشت.
در ۳۰ آذر ۱۳۹۵ شمسی رئیس مجلس بوسنی، صفت سوفتیچ، به ایران سفر کرده و با همتای خود علی لاریجانی رئیس مجلس ایران دیدار کرد در این دیدار هر دو بر گسترش همکاری‌های پارلمانی و افزایش روابط اقتصادی، سیاسی، فرهنگی و علمی تأکید کردند.
در ۲۸ فروردین ۱۳۹۶ سفیر ایران در بوسنی، محمود حیدری در مصاحبه با خبرگزاری اوناسای بوسنی به تشریح روابط دو جانبه بین دو کشور پرداخت.

### تنش‌ها
در آوریل ۲۰۱۳ برابر با اردیبهشت ۱۳۹۲ وزارت امنیت بوسنی و هرزگوین طی اطلاعیه‌ای گفت که دو دیپلمات ایرانی به عنوان عناصر نامطلوب ارزیابی شده و کشور بوسنی را ترک کردند. به گفته وزارت امنیت این کشور آن‌ها از موقعیت دیپلماتیک خود برای انجام فعالیت‌های ناسازگار با وظایف مأموریت دیپلماتیک و مفاد ماده ۴۱ کنوانسیون وین در مورد روابط دیپلماتیک بین کشورها سوء استفاده کردند. این دو دیپلمات احمد حمزه دولاب و سهراب جدیدی از دیپلمات‌های سفارت ایران در بوسنی بودند و گفته شد که با وزارت اطلاعات جمهوری اسلامی ایران همکاری داشته‌اند.

## روابط فرهنگی
بعد از پایان جنگ بوسنی، ایران یک مؤسسه بنام ابن سینا در بوسنی با اهداف گسترش اسلام تأسیس کرد که همچنان این مؤسسه فرهنگی به کارهای خود ادامه می‌دهد. راه اندازی یک کالج بوسنیایی فارسی که به دانش آموزان بوسنیایی در این کالج زبان فارسی آموزش داده می‌شود از دیگر فعالیت‌های ایران در بوسنی است.
همچنین ایران با راه اندازی شبکه جهانی سحر که به زبان بوسنیایی در بحبوحه جنگ بوسنی اقدام به فعالیت تبلیغی در این کشور کرد و همچنان ادامه دارد. بنیاد ملاصدرا نیز تحت عنوان یک بنیاد فرهنگی فعالیت می‌کند.
در ۱۲ آبان ۱۳۹۵ شهردار سارایوو، که به تهران رفته بود به همراه سفیر بوسنی با معاون گردشگری سازمان میراث فرهنگی ایران دیدار کردند. شهردار سارایوو بر بستن تفاهم نامه خواهر خواندگی اخیر میان تهران و سارایوو را اقدامی مهم خواند. وی رفع محدودیت ویزا بین دوکشور را یکی از دستاوردهای مهم سفر عزت بگوویچ به تهران دانست.
در ۲۲ آذر ماه ۱۳۹۵ محمد رضا تابش رئیس گروه دوستی ایران و بوسنی در دیدار با سفیر بوسنی، کمال مفتیج، گفت، تبادل فرهنگی و گردشگر دو کشور به عنوان یکی از ابزارهای مهم در بسط مناسبات ما می‌باشد.
در اردیبهشت ۱۳۹۶ شمسی، ایران در بیست و نهمین نمایشگاه بین‌المللی کتاب سارایوو شرکت کرده بود و در مراسم افتتاح غرفه ایران سفیر ایران، محمود حیدری، رایزن فرهنگی ایران، علی اصغر حیدری، روح‌الله قادری مدیر مؤسسه ابن سینا حضور داشتند.
در ۱۹ اردیبهشت ۱۳۹۶ یک هیئت ۶ نفره از رؤسای دانشگاه‌های بوسنی به دعوت مرکز بین‌المللی توسعه و همکاری‌های علمی دانشگاهی سازمان فرهنگ و ارتباطات اسلامی از دانشگاه امیرکبیر بازدید کرد. دکتر انور حلیلوویچ مدیر آژانس برای توسعه آموزش عالی بوسنی یکی از اعضای این هیئت بود.

## روابط اقتصادی
قبل از تحریم‌های ایران، تبادل تجاری بین دو کشور ایران و بوسنی به ۲۰ میلیون دلار می‌رسید ولی با اجرای تحریم‌های هسته‌ای علیه ایران، این رقم کاهش زیادی داشت.

## جنگ بوسنی و کمک‌های ایران
ولایتی مشاور آیت الله خامنه‌ای در رابطه با کمک‌های ایران در جریان جنگ بوسنی گفت که آیت الله خامنه‌ای به او دستور داده‌است که هر کاری که می‌توانید برای بوسنی انجام دهید و از آن به بعد ما به صورت جدید این موضوع را پیگیری کردیم. در همان زمان آیت الله علی خامنه‌ای، احمد جنتی دبیر فعلی شورای نگهبان ایران را به عنوان نماینده ویژه خود در امور بوسنی منصوب کرد. احمد جنتی طی حکمی به سپاه، نیروهایی را به فرماندهی محمد رضا نقدی فرمانده پیشین بسیج و از فرماندهان بالای سپاه به همراه مجموعه‌هایی از سپاه پاسداران که در رأس آنان فرماندهانی نظیر حسین الله کرم از مؤسسان انصار حزب‌الله و سعید قاسمی از فرماندهان سپاه هسته اصلی آن را تشکیل می‌دادند به بوسنی اعزام کرد.
در ژوئن ۱۹۹۲(خرداد ۱۳۷۱ شمسی) واشینگتن تایمز از قول سیا اعلام کرد که ۴۰۰ نفر از نیروهای سپاه در ماه مه وارد بوسنی شدند این نیرو به ۳۵۰ تا ۴۰۰ نیرویی پیوستند که در بوسنی از قبل حضور داشتند. در جنگ بوسنی تعداد سه تا چهارهزار نیروی داوطلب شرکت داشتند. پروفسور کایز فیس استاد دانشگاه آمستردام می‌گوید که نقش نیروهای سپاه و حزب‌الله کوچک ولی مهم بود آن‌ها شامل جنگجویانی بودند که مانند نیروهای واکنش سریع عمل کرده و حمله‌های سریع‌السیر انجام می‌دادند. بر اساس گزارش کریستوفر کوکس در سال ۱۹۹۶(۱۳۷۵ شمسی) یک سوم سلاح‌هایی که وارد بوسنی می‌شد یا منشأ ایرانی داشتند یا اینکه با حمایت ایران خریداری و به بوسنی حمل می‌شد.
در طول جنگ بوسنی تا خاتمه آن در سال ۱۹۹۵ (۱۳۷۴ شمسی) بین ۹۷ تا ۱۱۰ هزار قربانی گرفت، صدها تن از پاسداران ایران و کادرهای حزب‌الله لبنان نیز کشته یا اسیر شدند. یکی از دلایل پیروز بوسنی در این جنگ حضور نیروهای ایران و حزب‌الله لبنان و کمک‌های تسلیحاتی و مالی ایران به جنگجویان بوسنی بوده‌است.

## فعالیت‌های اطلاعاتی ایران در بوسنی
آژانس امنیت ملی آمریکا، در سال ۲۰۱۶ گزارشی را به نام ”گزارش ۲۷۸۳“ گردآوری کرد که نشاندهنده افزایش فعالیت‌های سرویس‌های اطلاعاتی ایران در بوسنی هرزگوین می‌باشد. عنوان گزارش ۲۷۸۳ ” در مورد فعالیت‌های رشد یابنده سرویس‌های اطلاعاتی ایران در بوسنی هرزگوین” می‌باشد. در این گزارش نزدیک به ۶۵۰ اسم که اکثر آن‌ها ایرانی هستند را آورده‌است. این افراد که اعضای سرویس‌های مخفی می‌باشند یک زنگ هشدار برای امنیت ملی کشورهای غربی به ویژه آمریکا می‌باشد.
با توجه به اختلافات بین ایران و آمریکا در دوران بعد از ترامپ، سفارت آمریکا در سارایوو محل مأموریت و دستورالعمل‌های خاص خواهد بود.
اولین نفر این لیست، جواد حسن پور از سرویس اطلاعات ایران قرار دارد، وی معاون سابق وزیر اطلاعات در تهران بوده که در دوران جنگ – بر اساس اظهارات سازمان اطلاعات بوسنی – فرمانده سپاه پاسداران در جنوب شرقی اروپا و سراسر بالکان بوده‌است و سپس فرمانده سپاه پاسداران در بخش آسیای مرکزی و قفقاز شده‌است. ” جواد حسن پور یک عضو میز انجمن دوستی ایران و بوسنی می‌باشد که در کارهای اطلاعاتی مشغول است و یک شخص کلیدی در ارتباطات محسوب می‌شود و اساساً کارش انتخاب افراد مناسب و مستعد برای همکاری است. این گزارش بر اساس اطلاعات سرجمع شده سازمان اطلاعات بوسنی در یک مأموریت اطلاعاتی با نام رمز افلاطون تهیه شده‌است.